# 塩崎潤
塩崎 潤（しおざき じゅん、1917年5月31日 - 2011年5月27日）は、日本の政治家（衆議院議員）、大蔵官僚、翻訳家。位階は正三位。
長男は衆議院議員の塩崎恭久。長女は法学者の山根裕子。次女は外交官角崎利夫の妻でアジア防災センター主任研究員の角崎悦子。

## 来歴・人物
愛媛県松山市出身。松山中学、旧制松山高校を経て、東京帝国大学（現・東京大学）法学部政治学科を卒業。東京帝大法学部政治学科在学中の1940年10月に高等試験行政科を合格。1941年 大蔵省に入省する。主計局に配属。1942年10月 神田橋税務署長。1943年1月 宇都宮税務署長。同年8月 東京財務局経理部長。1952年8月1日 主税局調査課長。同年8月16日 主税局税制第二課長（初代）。1955年8月10日 主計局主計官（地方財政、文部担当）。1956年7月20日 主税局税制第一課長。1957年6月15日（兼）主税局調査課長。同年7月10日（免）主税局調査課長。1961年6月16日（兼）主税局総務課長。同年6月23日（免）主税局税制第一課長。同年7月25日 広島国税局長。1962年5月16日 大阪国税局長。1964年7月3日 大臣官房財務調査官（調査課担当）。1965年6月15日 大臣官房財務調査官（大臣官房担当）。主に主税畑を歩き、1965年 国税庁次長、主税局長を歴任した。
1967年 大蔵省を退官し、翌1968年の第8回参議院議員通常選挙に自由民主党公認で全国区から出馬。この時は落選に終わるものの、1969年の第32回衆議院議員総選挙では郷里の愛媛1区から自民党公認で立候補して雪辱を果たした。以後、当選8回。自民党では、宏池会に所属。1970年のいわゆる「大平クーデター」では、宏池会会長の前尾繁三郎を田中六助、田沢吉郎らとともに批判し、宏池会会長を前尾から大平正芳に交代させる原動力となった。
1982年 第1次中曽根内閣の経済企画庁長官として初入閣。1990年 第2次海部内閣の総務庁長官。また、自民党税制調査会の比重を高めた功労者として知られ、政府税制調査会よりも先に自民党税調が年度の税制改正大綱を発表する形をとり、「党高政低」を顕在化させた。税制関係の著書や翻訳も多数。
1992年 阿部文男元北海道開発庁長官が逮捕された共和汚職事件で宏池会の議員が多数関与が取りざたされる中で塩崎の名も上がり、証人喚問を受ける。1993年の総選挙で長男の恭久に地盤を譲り、政界を引退した。同年、勲一等旭日大綬章受章。
2011年5月27日、老衰のため東京都内の病院で死亡。93歳没。没日付で日本政府から正三位が追贈された。

## その他
- 特定非営利活動法人日中国会議員書画展実行委員会による「日中国会議員書画展」へ書画を提供している[7]。
- 1990年の国勢調査員殺害事件が起こった当時の担当大臣（総務庁長官）であった。